# Детеніце (замок)

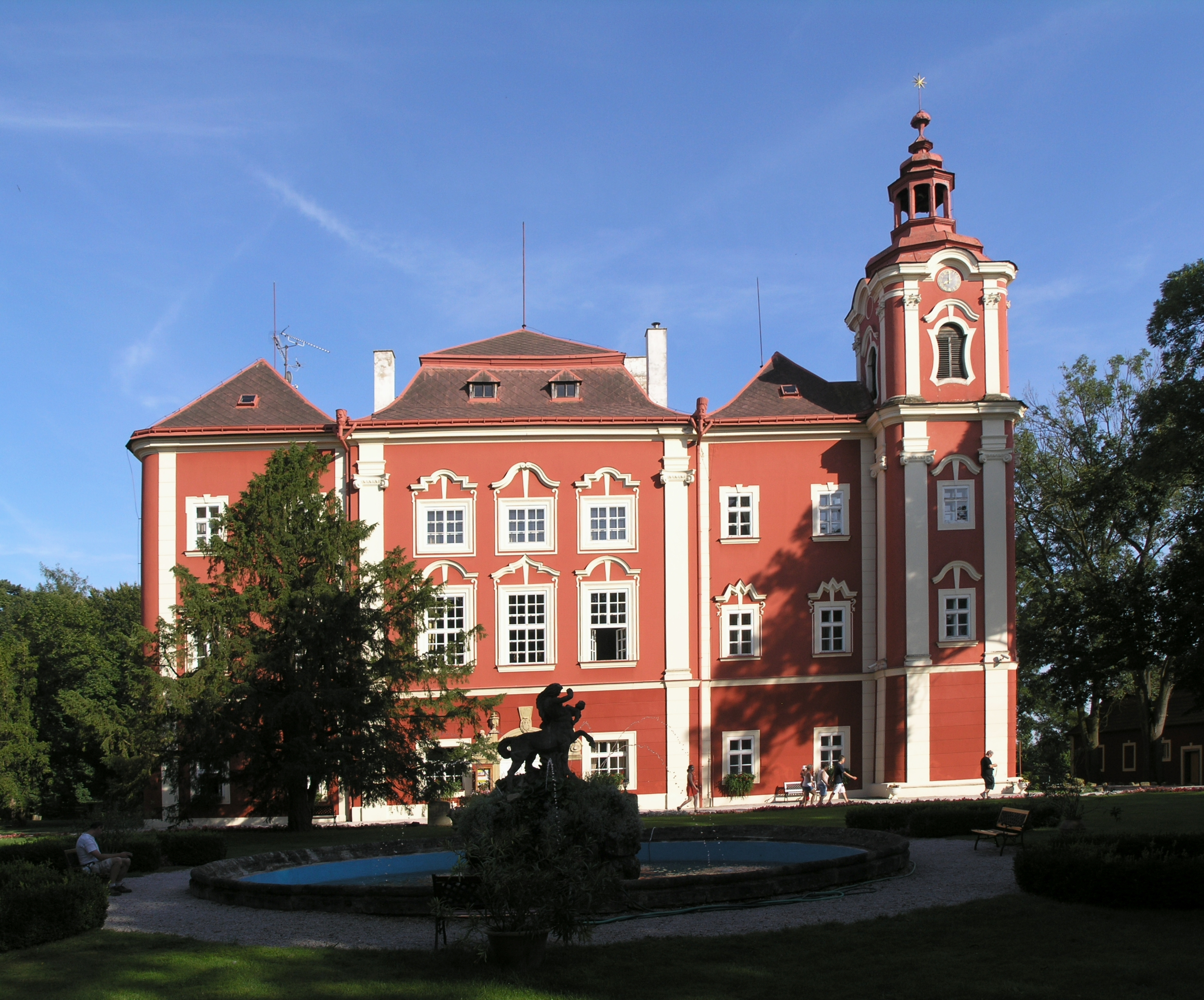
Замок

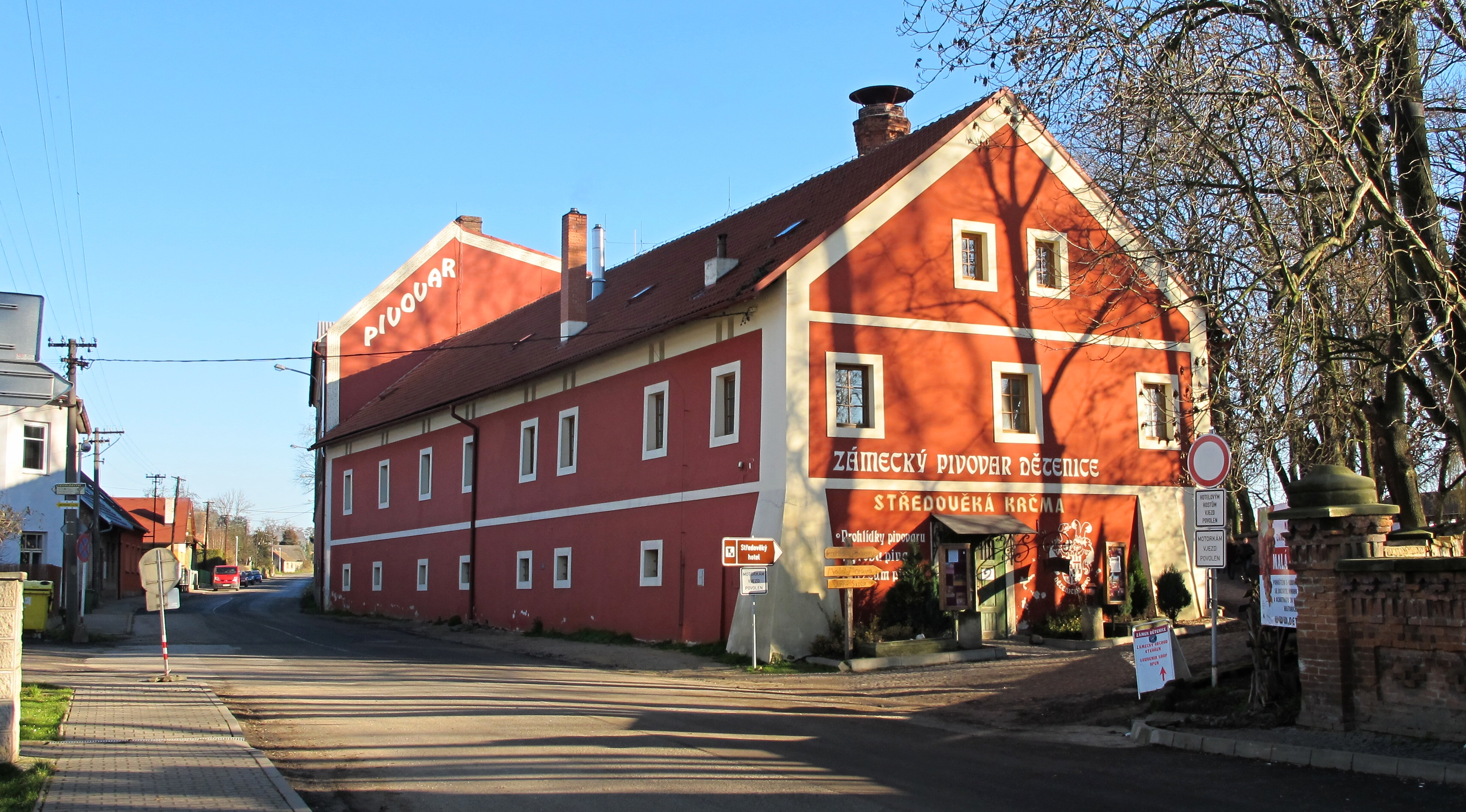
Замкова пивоварня та середньовічна таверна

Детеніце (чеськ. Dětenice) — середньовічний бароковий замок в однойменному селищі в районі Їчин Краловеградецького краю (Чехія), пам'ятка культури.
Має вигляд триповерхової будівлі з чотириповерховою вежею та портиком. Замок включає будівлі бургграфства і господарські будівлі. У замку зберігаються колекції зброї Мальтійських лицарів та мисливських трофеїв.

## Історія
Замок заснований наприкінці XIII — на початку XIV століття Бенешем із Вальдштейна і Детеніц (1269-1318), який перебудував спочатку дерев'яну фортецю на кам'яний замок у готичному стилі. Перша письмова згадка про замок відноситься до 1404.
У 1503 перейшов у власність роду Кржинецьких. Богуслав Кржинецький із Ронова у 1587 перебудував замок у стилі ренесанс.
У 1619 його син Іржі Кржинецький з Ронова збудував велику замкову вежу.
Король Фердинанд II конфіскував замок і маєток у Кржинецьких і передав Вальдштейнам. Потім замок купив Крістіан Клам-Галлас, який і перебудував його в стилі «пізніше бароко».
На початку ХІХ століття син австрійського барона і дипломата Віссерберга заповідав маєток Державному ордену Мальтійських лицарів. Орден продав замок у 1903 єврейському промисловому магнату Адольфу Блоху, син якого програв весь маєток на біржі.
У 1927 замок купив і відреставрував інженер-будівельник Ржегак, після чого частина замку була відкрита для публіки.
У 1948 замок націоналізований.
Нині садиба належить сім'ї Ондрачкових. З 2000 замок відкрито для відвідувачів.